# Matana
Matana est un village et une commune de la Province Bururi au Burundi, situés à environ 70 km au sud-est de la capitale Bujumbura, dans le sud-ouest. Cette commune possède un grand marché de bovins.

## Géographie
Matana est situé en bordure de la région naturelle de Mugamba. Cette région a la particularité géologique d'être une zone de partage des bassins hydrographiques des deux plus grands fleuves d'Afrique : le Nil et le Congo. La crête Congo-Nil est maintenant quasiment entièrement recouverte de boisements artificiels qui sont venus remplacer le couvert originel.
Son aire approximative est limitée, au Sud, par les villes de Burambi (Sud-Ouest) et Matana (Sud-Est) et au Nord par la ville de Mwaro (Nord-Est) et la montagne Umusozi Heha (Nord-Ouest).

## Climat
Cette région se caractérise par un relief élevé (2 300 m en moyenne) et des températures annuelles comprises entre 14° et 17 °C.
La zone, montagneuse, connait un cycle pluvieux annuel important (entre 1300 et 2 300 mm/an) avec un pic des précipitations observé en septembre,.

## Histoire
C'est sur la colline Gashinyira de la commune Matana que se trouvent les enclos de l'ancien chef de la région de Bututsi Nsoro,. Son frère Jabwe dirigeait la région de Gicumbi qui couvrait Burambi, Songa, Kivumu et Kw’Ijuru dans la commune Mugamba. Selon la légende, un jour, au retour d’une chasse, Jabwe  se serait réfugié, pour échapper à un orage, dans un enclos de Gashinyira à Matana qui relevait de Nsoro. Il profita alors pour faire union avec la femme de Nsoro, union de laquelle naîtra un enfant qui sera le futur Ntare Rushatsi,. 
Avec le découpage territorial qui réduit les 18 provinces du pays à 5 depuis 2023, la commune Matana est actuellement dans la nouvelle province de Burunga, composée de 7 communes dont Bururi, Matana, Makamba, Mpinga-Kayove, Mabanda, Rumonge et Rutana. Le chef-lieu de la province se trouve à Makamba. 

## Bâtiments et services
Le village se situant sur un axe routier Nord-Sud (RN7) et à quelques kilomètres d'une intersection majeure de la région (RN16), il comporte un certain nombre de services et bâtiments d'usage. L'hôpital de Matana se trouve quelques centaines de mètres au Nord du centre du village, à côté d'un dispensaire médical, CDS Matana, et en face d'une église anglicane. Le lieu compte également un centre théologique, une école biblique une maison d'hôtes, un marché, un motel, plusieurs banques et distributeurs de billets, un bureau postal, une pompe à essence et deux hôtels.
Depuis 2013, une école secondaire s'est construite à Matana. Le projet, financé par Direction de la Coopération Internationale de Monaco et l'AMADE, a été réalisé sur 2 000 m2 et doit accueillir à terme 450 élèves de la 7ème jusqu'au baccalauréat.
De 2014 à 2016, l'État de Monaco et l'AMADE y ont financé la construction de l’École de Référence – Amie des Enfants. L'école primaire a ouvert ses portes le 29 octobre 2016.